# 108-я стрелковая дивизия
108-я стрелковая Бобруйская ордена Ленина Краснознамённая ордена Суворова дивизия — войсковое соединение Вооружённых Сил СССР в Великой Отечественной войне.
Период нахождения 108-й стрелковой дивизии в действующей армии в ходе Великой Отечественной войны с 22 июня 1941 года по 9 мая 1945 года.
Дивизия сформирована в 1939 году и входила в 44-й стрелковый корпус резерва Западного фронта, дислоцировалась в Вязьме.

## Участие вВеликой Отечественной войне

### Белостокско-Минское сражение(22 июня — 8 июля 1941 года)
С 15 июня 1941 года 108-я стрелковая дивизия в составе 44-го стрелкового корпуса 13-й армии начала перебазирование в район Заславль, Ждановичи. 22 июня дивизия сосредотачивалась в районе Колодищи, восточнее Минск.
24 июня дивизия в составе двух полков (407 и 444 сп), одного дивизиона 575-го артиллерийского полка и приданного 3-го дивизиона 49-го корпусного артиллерийского полка выступила для занятия обороны в Минском УР на участке Красное, Дзержинск, Станьково шириною полосы обороны в 40 километров.
Третий полк дивизии (539 сп) продолжал перегруппировку в район Минска, значительная часть артиллерии и противотанковых средств дивизии находились в распоряжении командира 44-го стрелкового корпуса, соединение было не полностью обеспечено боеприпасами и имуществом, а уже выгруженные запасы на станции Ратомка своими транспортными средствами, ещё не полученными по мобилизации, дивизия доставить не могла. Прибывший к 27 июня 539 сп 108 сд, отдельно от основных сил дивизии, занял оборону по правому берегу реки Птичь по рубежу Озеры, Волковичи, Лецковщина с задачей не допустить прорыва противника к Минску с юго-западного направления.
С утра 27 июня части 2-го и 44-го стрелковых корпусов, в том числе 108-я стрелковая дивизия, были подчинены 13-й армии, командующий которой генерал-лейтенант Филатов П. М. довёл задачу Народного комиссара обороны: Минск ни в коем случае не сдавать, даже при условии полного окружения войск, его обороняющих.
С утра 28 июня позиции 444 сп 108 сд в районе Дзержинск были атакованы частями немецкой 2-й танковой группы. К середине дня танки противника, наступая из района Дзержинск, прорвали оборону 108 сд, уничтожили артиллерийский дивизион 575-го артиллерийского полка и приданный 3-й дивизион 49-го корпусного артиллерийского полка. Несколько танков атаковали командный пункт 44-го стрелкового корпуса.
С вечера 28 июня части 108-й стрелковой дивизии вели бои в полном окружении (в т. н. «Минском котле»), без связи с командованием. В ночь на 29 июня командир дивизии генерал-майор А. И. Мавричев вывел остатки дивизии в район Старое Село, где занял круговую оборону, отдельные подразделения дивизии продолжали занимать очаговую оборону в районах Дзержинск, Кукшевичи, Станьково, Подгай.
В течение дня 29 июня противник активных действий против дивизии не предпринимал, занимаясь сменой частей, занявших накануне Минск. 30 июня выходивший из окружения в составе отряда штаба своей армии командующий 3-й армии генерал-лейтенант Кузнецов В. И. объединил под своим командованием остатки 64-й и 108-й стрелковых дивизий и, в связи с бессмысленностью удержания занимаемых позиций после падения Минска, принял решение о прорыве в ночь с 1 на 2 июля соединений из окружения в юго-восточном направлении через Фаниполь, далее в направлении Бобруйск, Гомель.
К 1 июля в подчинение командира 108-й стрелковой дивизии входило около 500 человек из состава 407-го стрелкового полка, подразделения противотанкового дивизиона и разведывательного батальона дивизии, около 300 человек от подразделений обеспечения, два уцелевших орудия 49-го корпусного артиллерийского полка, около 120 человек из пограничных войск и личный состав других частей, примкнувших к дивизии, всего около 2000 человек.
Перед прорывом все ненужное имущество, документация были сожжены, техника, оставшаяся без горючего и снарядов — уничтожена. 2 июля 1941 года при прорыве сводного отряда дивизии через шоссейную и железную дороги Дзержинск-Минск в ходе боя были потеряны последние орудия противотанкового дивизиона и 49-го корпусного артиллерийского полка. Через две недели около 1200 человек из состава 108-й стрелковой дивизии вышли за линию фронта.

### Смоленское сражение(10 июля — 10 сентября 1941 года)[11][12]
Во второй половине июля остатки частей 44-го стрелкового корпуса, в том числе 108-я стрелковая дивизия, были выведены в резерв Западного фронта и сосредоточены в районе Семлево, Вязьма, где проводили срочное переформирование.
26 июля 44-й стрелковый корпус начал выдвижение в район Свищево и к Соловьёвской переправе и уже 27 июля прибывшая первой 108-я стрелковая дивизия, включённая в состав Группы войск Ярцевского направления генерал-майора Рокоссовского, приняла участие в отражении попытки противника овладеть Соловьёвской переправой.
28 июля дивизия в составе корпуса перешла в наступление в направлении Усинино с задачей освободить дорогу для обеспечения снабжения 20-й армии. До 5 августа дивизия вела боевые действия на западном берегу реки Вопь, обеспечивая действия войск, обороняющих Смоленск, затем заняла оборону на восточном берегу реки Вопь по рубежу отм. 169.9, хутора Скрушевские.
В ночь с 15 на 16 августа полоса обороны 108-й дивизии была расширена за счёт участка, принятого от 64-й стрелковой дивизии, задействованной в операции по разгрому Духовщинской группировки противника. 3 и 4 сентября дивизия пыталась перейти в наступление на западном берегу реки Вопь в направлении Подрошье, однако успеха не имела и 5 сентября перешла к обороне на прежнем рубеже.

### Вяземская операция(2-13 октября 1941 года)[13]
К октябрю 1941 года дивизия была пополнена и занимала оборону по реке Вопь южнее Ярцево (Смоленская область). К началу Вяземской операции дивизия имела численность 10095 человек, оборонялась в районе Ярцево в первом эшелоне 16-й армии на направлении сосредоточения основных усилий объединения. Участок обороны дивизии располагался вне направления ударов противника.
6 октября дивизия была направлена в район Вязьмы, в состав создаваемой 16-й армии на Вяземском направлении для противодействия прорвавшимся группировкам противника. Однако время было упущено, управление 16-й армии успело избежать окружения, а 108-я стрелковая дивизия попала в группу генерала Ершакова, в составе которой вела бои с 9 по 12 октября, пытаясь вырваться из окружения.
Менее одной трети дивизии, во главе с командиром генерал-майором Орловым Н. И., вышли к своим в районе Дорохово.

### Клинско-Солнечногорская оборонительная операция(15 ноября — 5 декабря 1941 года)[14]
Вышедшие из окружения остатки дивизии были включены в состав 33-й армии. В начале ноября соединение было пополнено личным составом до 7556 человек и участвовало в строительстве оборонительных сооружений на участке Зосимова пустынь, Наро-Фоминск. К 15 ноября 108-я стрелковая дивизия находилась во втором эшелоне 33-й армии, занимая оборону в 15 км от переднего края на рубеже Рассудово, Руднево с задачей прикрыть Киевское шоссе.
20 ноября 1941 года в связи с прорывом противника на ближних подступах к Москве командованием Западного фронта дивизия была передана в состав 5-й армии и на автомашинах переброшена в район Звенигорода, где совместно с 145-й отдельной танковой бригадой заняла оборону на стыке с 16-й армией по рубежу Котово, Насоново. С 21 ноября 1941 года, ведя упорные бои с наступающими частями 9-го немецкого армейского корпуса, соединение, под давлением противника, медленно отходило в восточном направлении. 24 ноября в состав дивизии были влиты остатки 129-й стрелковой дивизии. 27-29 ноября дивизия закрепилась на рубеже Ивановское, Фуньково. 30 ноября под давлением противника Ивановское было оставлено. В ходе боёв под Звенигородом потери дивизии составили более половины личного состава, её численность сократилась до 2400 человек.

### Наро-Фоминская оборонительная операция(1-5 декабря 1941 года)[14]
К началу последней попытки немецких войск прорваться к Москве 108-я стрелковая дивизия вела оборонительные бои на правом фланге 5-й армии на стыке с 16-й армией. 1 декабря 1941 года в полосе обороны дивизии в наступление перешли соединения 9-го немецкого армейского корпуса. К исходу 2 декабря в результате ожесточённых боёв, доходивших до рукопашных схваток, дивизия отошла в юго-восточном направлении на рубеж Аносино, Покровское, Павловская Слобода, Юрьево.
Утром 3 декабря дивизия, усиленная 37-й стрелковой и 22-й танковой бригадами, контратаковала противника с рубежа Покровское, угол леса восточнее Юрьево. В течение суток Покровское и Падиково несколько раз переходили из рук в руки. 4 декабря дивизия закрепилась на рубеже Павловская Слобода, Юрьево. После тяжелейших боёв в полках оставалось по 120—150 активных штыков. Действовавший против неё противник — подразделения 252-й пехотной дивизии, исчерпав свои силы, активных действий более не предпринимал.

### Клинско-Солнечногорская наступательная операция(6-25 декабря 1941 года)[14][15][16]
К началу контрнаступления советских войск под Москвой 108-я стрелковая дивизия оставалась на правом фланге 5-й армии, занимая оборону по рубежу Павловская Слобода, Юрьево.
В 14:00 5 декабря дивизия в составе войск правого фланга 5-й армии, оказывающих содействие войскам 16-й армии, перешла в наступление в направлении Павловская Слобода, Сурмино. К исходу дня части дивизии смогли продвинуться на 2-3 км, однако преодолеть оборону противника, закрепившегося на рубеже Борисково, Падиково не смогли. Только к исходу 10 декабря дивизия после упорных боёв смогла овладеть сначала Падиково, затем Борисково.
После перехода 11 декабря в наступление ударной группы 5-й армии южнее Звенигорода, 108-я стрелковая дивизия, преодолевая упорное сопротивление противника, в течение двух суток смогла продвинуться ещё на 4-5 км, овладев 11 декабря районом Ивановское, а к исходу 12 декабря — Петровское. 13 декабря, после вывода в тыл противника 2-го гвардейского кавалерийского корпуса, противник, прикрываясь арьергардами, начал отход в направлении Руза. Продолжая вести упорные наступательные бои, 108-я стрелковая дивизия, совместно с 37-й стрелковой бригадой и 43-й стрелковой бригадой к 18 декабря, преодолев почти 40 км, вышла на рубеж Ремяница, Вишенки.
С 19 декабря дивизия выведена в армейский резерв и переброшена на направление главного удара армии. Уже 20 декабря для наращивания усилий по овладению хорошо укреплённым городом Руза дивизия была введена в сражение, однако существенных результатов это не дало. 21 декабря 108-я стрелковая дивизия и 37-я стрелковая бригада двумя батальонами форсировали реку Руза и начали бой за овладение Малое Иванцево. К исходу дня немцы провели контратаку, вынудив наши подразделения отойти на восточный берег реки Руза. С этого времени наступление 5-й армии выдохлось, соединения и части понесли значительные потери и были вынуждены перейти к обороне. 108-я стрелковая дивизия, отражая контратаки противника, закрепилась в районе восточнее Лихачево.

### Ржевско-Вяземская наступательная операция(8 января — 20 апреля 1942 года)[14][16]
К началу Ржевско-Вяземской операции 108-я стрелковая дивизия занимала оборону на достигнутом рубеже — на левом фланге 5-й армии. За две недели в обороне дивизия была пополнена личным составом и подготовилась к новому наступлению.
С 6 по 10 января дивизия вела демонстративные наступательные действия. 11 января дивизия была переброшена армейским транспортом в район Крюково на левый фланг армии для наращивания усилий на направлении главного удара армии.
12 января дивизия перешла в наступление, овладев Новотроицк, Петрищево и выйдя к исходу дня на рубеж Ястребово, Ново-Архангельское. 13 января дивизия, преодолев около 10 км, вышла на рубеж Мишинка, Строганка, охватив Дорохово с юга. 14 января противник был вынужден оставить Дорохово, охваченное частями 50-й, 82-й и 108-й стрелковых дивизий. К 16 января, преодолев ещё около 20 км, дивизия овладела районом Отяково, Михайловское, выйдя к южной окраине Можайска. С 17 по 20 января дивизия вела бои на южных подступах к Можайску, овладев 20 января Колачево.
20 января противник был вынужден оставить Можайск. 21 января 108-я дивизия, преследуя противника, продвинулась на 15 км, овладела районом Артемки, Фомино.

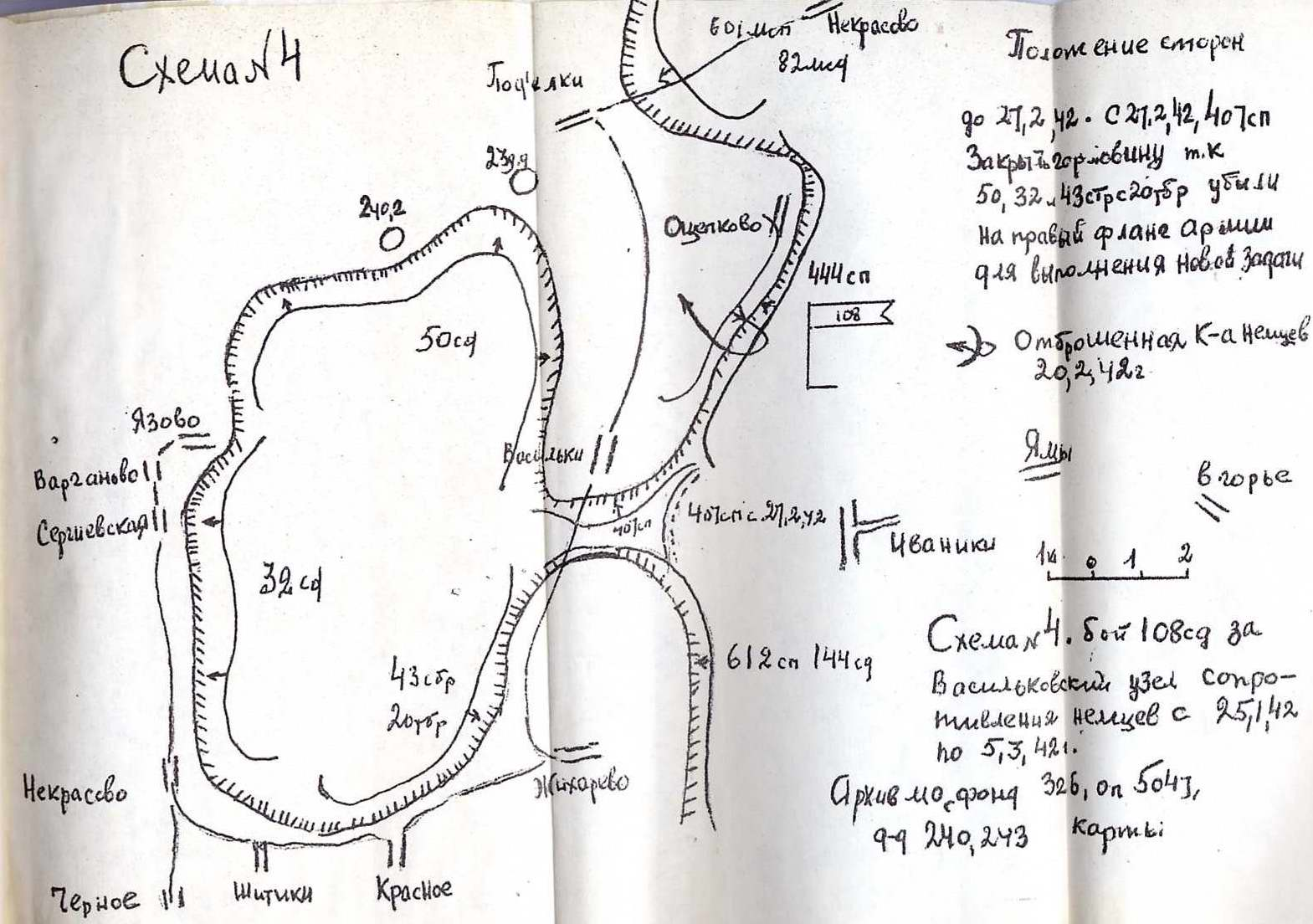
Схема боёв за Васильковский узел сопротивления немцев с 25 января по 5 марта 1942 года. Действия полков 108 сд обозначены стрелками в центре.

Последним пунктом, которым овладела дивизия на Гжатском направлении, было село Некрасово (ныне не существует). В дальнейшем советские войска на Гжатском направлении существенного продвижения не имели, так как они остановились перед Васильковским узлом сопротивления немцев, в 16 км юго-восточнее города Гжатска (ныне Гагарин, Смоленская область). Этот узел входил в общую оборонительную систему Гжатского укреплённого района, преодоление которого было завершено только в 1943 году.
К апрелю 1942 года соединения 5-й армии были вынуждены перейти к обороне. Всего в ходе Ржевско-Вяземской наступательной операции 1942 года 108-я дивизия прошла с боями около 60 км.

### Первая Ржевско-Сычёвская операция(30 июля - 1 октября 1942 года)[18]
С апреля 1942 года по февраль 1943 года дивизия в составе 5-й армии занимала оборону в районе Гжатск. 16 июня на участке обороны 108 сд в 04:40 противник силами до роты, перейдя в атаку из района Белочкино (14 км сев.-вост Гжатск), вклинился в юго-восточную часть рощи (400 м сев. Поляниново). 17 июня дивизия безуспешно пыталась контратаковать. В наступлении на Карманово (Гжатская операция) дивизия, вероятно, участия не принимала. В 5-й армии 108-я дивизия считалась одной из лучших, в том числе на базе дивизии были проведены сборы командиров соединений и частей. В феврале 1943 года дивизия была передана в состав 10-й армии.

### Ржевско-Вяземская операция 1943 года(2 марта - 23 марта 1943 года)
В феврале 1943 года дивизия была выведена из состава 5-й армии и, совершив 400-километровый марш на левый фланг Западного фронта, вошла в состав 10-й армии. В марте 1943 года дивизия принимала участие в наступательных боях в районе Жиздры, ведя упорные бои по овладению Крестьянской горой (Кретовой горой). После прекращения неудавшейся операции дивизия занимала оборону на Жиздринском плацдарме по рубежу Ожигово, Дретово, Бабикино (35 км южнее Козельска), с апреля войдя в состав 16-й армии (с мая 1943 года — 11-я гвардейская армия).

### Орловская наступательная операция(12 июля - 18 августа 1943 года)[18][19][20]
С мая 1943 года войска 11-й гвардейской армии вели подготовку к наступлению. В период подготовки к операции 108-я стрелковая дивизия, а также 217-я стрелковая дивизия и 16-я гвардейская стрелковая дивизия занимали армейскую полосу обороны, обеспечивая подготовку к наступлению остальных дивизий армии.
В ночь с 9 на 10 июля подразделения 11-й и 83-й гвардейских стрелковых дивизий сменили на переднем крае подразделения 108-й дивизии, после чего 108-я дивизия была выведена в резерв армии — в район Дретово. Артиллерия дивизии (122-мм гаубиц — 12, 76-мм дивизионных пушек — 16, 120-мм миномётов — 14, 82-мм миномётов — 58) была оставлена на занимаемых огневых позициях для участия в артиллерийской поддержке 83-й гвардейской стрелковой дивизии 8-го гвардейского стрелкового корпуса на время боя за главную полосу обороны противника. Кроме того, к проделыванию проходов в тыловых минных полях и заграждениях в полосе 11-й гвардейской дивизии привлекался 172-й отдельный сапёрный батальон дивизии.

К исходу дня 17 июля частям 2-й танковой армии, закрепившись на поспешно занятых рубежах, удалось приостановить наступление 8-го гвардейского стрелкового корпуса 11-й гвардейской армии на Болховском направлении. Командующий армией принял решение нарастить усилия вводом в сражение своего резерва — 108-й дивизии.
В ночь с 17 на 18 июля части дивизии сменили подразделения 83-й гвардейской стрелковой дивизии и с утра перешли в наступление с рубежа Крутицкое, Подсадное в направлении Столбчее и Долбилово, обороняемые подразделениями 20-й танковой дивизии из состава 2-й танковой армии. В первом эшелоне наступали 444-й стрелковый полк на левом фланге и 539-й полк — на правом, во втором эшелоне — 407-й стрелковый полк. 539-й стрелковый полк, успешно отразив контратаку противника силою до батальона, овладел к 17:00 Руднево, оседлав шоссе Болхов, Знаменское. 444-й полк овладел Столбчее, но был остановлен упорным сопротивлением противника у Долбилово. Нарастив усилия вводом второго эшелона и отразив ещё одну контратаку, к исходу суток дивизия овладела Долбилово, тем самым выполнив ближайшую задачу, преодолела более 10 км и перерезала пути снабжения Болховской группировки противника.
19 июля предполагалось продолжить наступление, однако с утра по боевым порядкам дивизии был нанесён массированный авиационный удар и с 10:00 противник нанёс контрудар (до двух полков пехоты и до 120 танков) по частям дивизии. С приданным 333-м истребительным-противотанковым артиллерийским полком и остатками 5-го танкового корпуса (около 10 танков), дивизия вела упорные бои, в том числе в полуокружении, однако 20 июля ранее занятые районы пришлось оставить. Потеряв более 3500 человек, в том числе получил тяжёлые ранения командир 444-го полка майор Лазов А. В., части дивизии отошли в район 16 км юго-западнее Болхов. Именно за эти бои дивизия была награждена орденом Красного Знамени. 

Окружить болховскую группировку немецко-фашистских войск так и не удалось, противник смог планомерно отойти на подготовленный рубеж обороны (линия «Хаген»).
В августе 108-я дивизия была передана в состав 50-й армии, приняв участие в завершающих боях Орловской операции. 18 августа, совместно со 110-й стрелковой дивизией, 108-я дивизия пыталась наступать в районе Корнеево, Калинино, в направлении Улемль, для захвата плацдарма на западном берегу реки Болва, но успеха не имела.

### Брянская наступательная операция(1 сентября - 3 октября 1943 года)[18][22]
30 августа 1943 года командующим Брянским фронтом генерал-полковником Поповым М. М. было принято решение о перегруппировке соединений 50-й армии из района Жиздры в район Кирова для нанесения удара во фланг и тыл кировской группировки вражеских войск. 

К 2 сентября 108-я стрелковая дивизия, в составе 50-й армии, совершила 100-километровый марш, сосредоточившись в районе 12 км западнее Кирова. 4 сентября была проведена разведка боем, в которой в том числе участвовал один стрелковый батальон от 108-й дивизии, участок прорыва был уточнён. 7 сентября части 108-й, 369-й и 324-й стрелковых дивизий переходят в наступление в первом эшелоне армии с рубежа 20-25 км западнее Кирова в районе Дубровки (Калужской области). Оборона немецкой 321-й пехотной дивизии, не ожидавшей нанесения удара, была прорвана в первый день наступления, и в прорыв был введён 2-й кавалерийский корпус. К 11 сентября части кавалерийского корпуса смогли овладеть плацдармом на западном берегу реки Десна и перерезать важную железную дорогу Брянск, Рославль. Однако немецкое командование подтянуло резервы, и проведением ряда контратак приостановило наступление наших войск. Подразделения 2-го кавалерийского корпуса фактически оказались в окружении. 11 сентября 108-я стрелковая дивизия получила задачу обеспечить соединение с частями корпуса.
Замыслом действий командира дивизии предусматривалось в 09:00 12 августа, после огневого налёта, прорвать оборону противника на рубеже Лужки, Каменка и, наступая вдоль восточного берега реки Десна, к исходу дня соединиться со 2-м кавалерийским корпусом. В первом эшелоне дивизии наступали 407-й и 444-й полк, во втором — 539-й полк. Для усиления дивизии были приданы 336-й танковый полк, 546-й истребительно-противотанковый полк, 312-й миномётный полк, 60-я гаубичная бригада и 40-й полк гвардейских миномётов. Справа переходила в наступление 413-я стрелковая дивизия, слева — 110-я стрелковая дивизия.
Однако чуть более чем за два часа до начала запланированного наступления разведывательный взвод 407-го полка при проведении разведывательного поиска ворвался в первую траншею противника, захватил пленных и уничтожил до 20 гитлеровцев. Увидев возможность развить успех, командир взвода начал расширять участок захвата. В свою очередь, командир 1-го батальона 407-го полка немедленно поддержал разведчиков, перешёл в атаку и расширил участок прорыва до 500 метров. Командир полка подполковник А. Рычков продолжил инициативу, введя в прорыв 2-й и 3-й батальоны. Командир дивизии полковник Теремов П. А. немедленно ввёл в бой на участке прорыва 407-го полка 444-й полк. Вся артиллерия была переподчинена командирам полков, артиллерийская подготовка не понадобилась. В результате внезапных и решительных действий уже к 08:00 части дивизии расширили фронт прорыва до двух километров и продвинулись в глубину от трёх до пяти километров. Противник смог организовать только одну контратаку силами до батальона, успешно отражённую двумя батальонами 539-го стрелкового полка, выдвинутыми из второго эшелона. Дважды по наступающим подразделениям дивизии были попытки нанесения воздушных ударов, однако лётчики противника не смогли в лесистой местности обнаружить наши части. К исходу дня подразделения противника перед фронтом дивизии были уничтожены или рассеяны. Были захвачены пленные из немецкой 339-й пехотной дивизии.
13 сентября дивизия продолжила наступление и, оторвавшись от главных сил армии на 35 км, к исходу дня соединилась с частями 2-го кавалерийского корпуса, заняв оборону на восточном берегу реки Десна в районе Рековичи 407-м и 539-м полками. Подразделения 444-го полка, растянувшись почти на 15 км, обороняли несколько переправ через реку Десна на восточном берегу и прикрывали тылы дивизии от отступавших подразделений противника.
14 сентября противник, пользуясь задержкой наступления главных сил 50-й армии, атаковал наши части на плацдарме силами немецкой 129-й пехотной дивизии при поддержке нескольких танков из состава 5-й танковой дивизии. В течение дня было отражено четыре атаки, однако к исходу дня противнику удалось овладеть Вязовском, господствующим над переправой на задеснинский плацдарм и находящимся в тылу у 407-го полка. Одновременно пытавшимся отойти на западный берег Десны немецким подразделениям удалось оттеснить подразделения 444-го полка от ряда переправ через Десну в южном направлении, создав угрозу тылам и артиллерии дивизии. В один из моментов боя небольшая группа немцев на трёх БТР с северного направления прорвалась непосредственно в район расположения КП дивизии, однако они были отражены учебной ротой и взводом ПТР. Была израсходована половина боекомплекта, в медсанбате находилось более 800 раненых, в основном из состава кавалерийского корпуса.
С утра 15 сентября контратака, организованная силами командира дивизии по овладению Вязовском, успеха не имела. После двухчасового боя, в ходе которого северная окраина Вязовска несколько раз переходила из рук в руки, пришлось отойти в исходное положение. Одновременно противник возобновил атаки на правом фланге дивизии, вклинившись в оборону 539-го полка. В ходе этого боя был тяжело ранен командир приданного 546-го истребительно-противотанкового полка подполковник Журавлёв. В сложной обстановке командиром было принято решение перебросить на плацдарм 444-й полк, оставив на прикрытие тылов дивизии одну усиленную стрелковую роту. Прибывший во второй половине дня на плацдарм 444-й полк переломил ход боя: в 16 часов перешёл в атаку на Вязовск и к 18:00 овладел селом, полностью разгромив противостоящего противника. Вклинение в оборону 539-го полка было ликвидировано уже ночью, совместными действиями 444-го и 539-го полков.
С утра 16 сентября атак на плацдарм противник не предпринимал, к исходу дня главные силы армии подошли к задеснинскому плацдарму. В результате действий 2-го кавалерийского корпуса и 108-й стрелковой дивизии занять оборону по западному берегу реки Десна противник не смог.
В ночь на 19 сентября разведка донесла о начавшемся отходе противника от плацдарма и дивизия перешла к преследованию, овладев районным центром Дубровка. 22 сентября части дивизии преодолели реку Ипуть, а к 25 сентября подразделения дивизии достигли рубежа Малая Липовка, Узлоги — в 15 км восточнее Хотимска. Для овладения городом соединению был придан танковый полк и полк гвардейских миномётов. 26 сентября 409-й и 444-й полки завязали бой в километре от восточной окраины города. В это время 539-й стрелковый полк при поддержке танков обошёл с севера Хотимск, преодолел реку Беседь и внезапно овладел западной окраиной города, уничтожив на его окраине миномётную батарею. Подразделения противника начали бегство из города. К 18:00 26 сентября 108-я стрелковая дивизия полностью овладела районным центром Хотимск — первым освобождённым городом Беларуси.
К исходу 2 октября части дивизии захватили плацдарм на западном берегу реки Проня в районе 18 километров южнее Чаусы.

### Гомельско-Речицкая операция(10 ноября - 30 ноября 1943 года)
В ходе Гомельско-Речицкой операции до 20 ноября 108-я дивизия вела тяжёлые, но безуспешные бои по расширению ранее занятого плацдарма. 12 декабря дивизия была выведена во второй эшелон армии, где до 2 января 1944 года восстанавливала боеспособность.

### Калинковичско-Мозырская операция(8 января - 30 января 1944 года)
3 января дивизия вернулась на передовую и в рамках подготовки к проведению Калинковичско-Мозырской наступательной операции Белорусского фронта продолжила ведение наступательных боев, пытаясь расширить плацдарм на реке Проня. 4 января при бое за деревню Ветренка погиб командир 444-го стрелкового полка подполковник Гасан Егор Давыдович.

### Рогачевско-Быховская операция(21-26 февраля 1944 года)
В ночь с 21 на 22 февраля части 108-й дивизии, продолжив наступление, форсировали реку Днепр на участке Ленивец, Адамовка (южнее Быхова) и, овладев разъездом Золотое Дно, перерезали железную дорогу Рогачёв, Быхов, после чего перешли к обороне.

### Бобруйская операция(24-29 июня 1944 года)[18]
В ночь на 20 июня 1944 года дивизия приняла участок обороны от 348-й стрелковой дивизии, откуда 24 июня 1944 года перешла в наступление в составе войск 3-й армии, наносящей удар севернее Бобруйска. К 26 июня части дивизии вышли на рубеж реки Ола в районе Павловичи, Шпиливщизна. С утра 27 июня командующим армии было принято решение ввести дивизию в прорыв, вслед за 9-м танковым корпусом, с задачей отрезать пути отхода противника за реку Березину, тем самым завершив его окружение. К исходу 27 июня части дивизии, пройдя по тылам противника, совместно с подразделениями 9-го танкового корпуса заняли оборону в районе Велички, Ясный Лес, Титовка. В течение двух суток дивизия отражала попытки противника вырваться из окружения. К исходу 29 июня организованное сопротивление окружённой группировки противника прекратилось, операция была завершена. 108-й стрелковой дивизии, как одному из наиболее отличившихся в боях соединений, было присвоено почётное наименование Бобруйской.

### Млавско-Эльбингская операция(14—26 января 1945 года)
В начале операции в январе 1945 года дивизия перешла в наступление с Сероцкого плацдарма и за двое суток прорвала главный рубеж немецкой долговременной обороны, который сооружался с сентября 1944 года. За два дня, 14 и 15 января, продвижение дивизии составило 18 километров в глубину, что позволило командующему фронтом ввести в бой на участке наступления дивизии 1-й гвардейский танковый корпус.

## Командование

### Командиры
- с 1 марта по 12 июля 1941 года — генерал-майор Мавричев, Александр Иванович
  - с 21 июля 1941 года по 16 июня 1943 года - военный комиссар дивизии Герман, Евсей Осипович
- с 13 июля по 1 ноября 1941 года — генерал-майор Орлов, Николай Иванович
- с 2 ноября 1941 года по 4 марта 1942 года — генерал-майор Биричев, Иван Иванович
- с 5 марта по 14 июля 1942 года — полковник Терентьев, Василий Григорьевич
- с 18 июля 1942 года по 8 января 1943 года — полковник Стученко, Андрей Трофимович
- с 9 января по 14 июня 1943 года — полковник Синицын, Григорий Иванович (снят с должности)
- с 15 июня 1943 года по январь 1946 года — полковник (с 3 июня 1944 года — генерал-майор) Теремов, Пётр Алексеевич
- с января 1946 года по 30 сентября 1946 года — полковник Пачков, Николай Степанович

### Заместители командира
- с августа 1945 года по июль 1946 года — полковник Полятков, Николай Дмитриевич

## Освобождённые города
- 26 сентября 1943 года — Хотимск
- 29 июня 1944 года — Бобруйск
- 30 марта 1945 года — Данциг (Гданьск) (Польша)
- 28 апреля 1945 года — Штрасбург (Германия)
- 30 апреля 1945 года — Трептов (Германия)

## Боевой состав 108-й сд

### на 30 мая 1941 года[24]
- управление дивизии (по штату № 4/120; пункт дислокации — Вязьма)
- 407-й стрелковый полк (по штату № 4/121; Вязьма)
- 444-й стрелковый полк (по штату № 4/121; Дорогобуж)
- 539-й стрелковый полк (по штату № 4/121; Гжатск)
- 575-й лёгкий артиллерийский полк (по штату № 4/122; Сычёвка)
- 585-й гаубичный артиллерийский полк (по штату № 4/123; Дорогобуж)
- 152-й отдельный артиллерийский противотанковый дивизион 45-мм пушек (по штату № 4/124; Сычёвка)
- 458-й отдельный зенитно-артиллерийский дивизион (по штату № 4/125; Сычёвка)
- 220-й отдельный разведывательный батальон (по штату № 4/126; Вязьма)
- 485-й отдельный батальон связи (по штату № 4/127; Вязьма)
- 172-й отдельный сапёрный батальон (по штату № 4/128; Вязьма)
- 188-я отдельная авторота подвоза (по штату № 4/130; Вязьма)
- 157-й отдельный медико-санитарный батальон (по штату № 4/131; Вязьма)
- Военная прокуратура, 3-е отделение

### На 1 мая 1945 года
- 407-й стрелковый полк
- 444-й стрелковый полк
- 539-й стрелковый полк
- 575-й артиллерийский полк
- 152-й отдельный истребительно-противотанковый дивизион (с 21 января 1942 года)
- 273-я зенитная батарея (до 20 февраля 1943 года — 458-й отдельный зенитный артиллерийский дивизион)
- 220-я отдельная разведывательная рота
- 172-й отдельный сапёрный батальон
- 485-й отдельный батальон связи (до 5 ноября 1944 года −409-я отдельная рота связи)
- 157-й медико-санитарный батальон
- 155-я отдельная рота химической защиты
- 188-я автотранспортная рота (93-я автотранспортная рота)
- 278-я полевая хлебопекарня
- 153-й дивизионный ветеринарный лазарет
- 1548 полевая почтовая станция
- 381-я полевая касса Государственного банка СССР

Перечень № 5 Стрелковых, горнострелковых, мотострелковых и моторизованных дивизий, входивших в состав действующей армии в годы Великой Отечественной войны 1941—1945 гг. / А. П. Покровский. — М.: Министерство обороны, 1956. — 218 с.

## Подчинение[25]
- в июне 1940 года — Белорусского особого военного округа
- с июня по июль 1941 года — 44-го стрелкового корпуса 13-й армии
- в августе 1941 года — 44-го стрелкового корпуса Западного фронта
- в сентябре — октябре 1941 года 16-й армии
- с конца октября 1941 года — 33-й армии
- с 20 ноября 1941 года до февраля 1943 года — 5-й армии
- в марте 1943 года — 10-й армии
- с апреля 1943 года по май 1943 года — 16-й армии
- с июня по август 1943 года — 11-й гвардейской армии
- с августа 1943 года по январь 1944 года — 50-й армии
- в феврале 1944 года — 126-го стрелкового корпуса 50-й армии
- с марта по апрель 1944 года — 46-го стрелкового корпуса 50-й армии
- с мая по июнь 1944 года — 46-го стрелкового корпуса 3-й армии
- с июня 1944 года по июнь 1946 года — 46-го стрелкового корпуса 65-й армии

## Награды дивизии
- 06 июля 1944 года — Почетное наименование Бобруйская — присвоено приказом Верховного Главнокомандующего № 0181 от 6 июля 1944 года в ознаменование одержанной победы и отличие в боях за освобождение города Бобруйск.
- 19 февраля 1945 года —  Орден Ленина — награждена Указом Президиума Верховного Совета СССР — за образцовое выполнение заданий командования в боях с немецкими захватчиками при прорыве обороны немцев севернее Варшавы и проявленные при этом доблесть и мужество.[26]
- 04 июня 1945 года —  Орден Красного Знамени — награждена Указом Президиума Верховного Совета СССР — за образцовое выполнение заданий командования в боях с немецкими захватчиками при овладении городами Анклам, Фридланд, Нойбранденбург, Лихен и проявленные при этом доблесть и мужество.[27]
- 04 июня 1945 года —  Орден Суворова II степени — награждена Указом Президиума Верховного Совета СССР — за образцовое выполнение заданий командования в боях с немецкими захватчиками и проявленные при этом доблесть и мужество.

Награды частей дивизии:
- 407-й стрелковый Гданьский Краснознаменный[28] ордена Суворова[29] полк
- 444-й стрелковый Штеттинский Краснознаменный[28] ордена Суворова[30] полк
- 539-й стрелковый Краснознаменный[28] полк
- 575-й артиллерийский Плоньский[31] орденов Суворова[30] и Кутузова[29] полк
- 152-й отдельный истребительно-противотанковый ордена Суворова[30] дивизион
- 172-й отдельный сапёрный Плоньский[31] орденов Александра Невского[29] и Красной Звезды[30] батальон
- 485-й отдельный Штеттинский[32] ордена Александра Невского[30] батальон связи

## Воины дивизии
- Зубов, Леонид Дмитриевич, сапёр 172-го отдельного сапёрного батальона, сержант. За обеспечение форсирования 19 апреля 1945 года реки Одер, указом Президиума Верховного Совета СССР от 29 июня 1945 года присвоено звание Героя Советского Союза. Первым из бойцов 108-й стрелковой дивизии вступил на западный берег реки Одер.
- Титов, Алексей Фёдорович (1923—1945), командир пулемётного взвода 444-го стрелкового полка, старший лейтенант. За отражение с 4 по 8 октября 1944 года более тридцати вражеских атак в ходе боёв за удержание плацдарма на левом берегу реки Нарев, указом Президиума Верховного Совета СССР от 24 марта 1945 года, присвоено звание Героя Советского Союза.
- Куликов, Фёдор Фёдорович (1914—1979), командир батальона 407-го стрелкового полка, капитан. За форсирование и удержание 19-20 апреля 1945 года плацдарма на западном берегу реки Одер, указом Президиума Верховного Совета СССР от 29 июня 1945 года, присвоено звание Героя Советского Союза.
- Абилов, Анатолий Абилович (1915—2005), командир 444-го стрелкового полка, гвардии подполковник. За форсирование и удержание 17-20 апреля 1945 года плацдарма на западном берегу реки Одер, был представлен к званию Героя Советского Союза[33], но награждён орденом Красного Знамени, после войны указом Президиума Верховного Совета СССР от 5 мая 1990 года, присвоено звание Героя Советского Союза.

За стойкость, мужество и героизм, проявленные в период войны в борьбе с фашистскими захватчиками, в дивизии было награждено 12294 воинов и офицеров, в том числе:
- Медалью Золотая Звезда — 5 человек
- Орденом Ленина — 7 человек
- Орденом Красное Знамя — 166 человек
- Орденом Суворова 2-й степени — 1 человек
- Орденом Суворова 3-й степени — 9 человек
- Орденом Кутузова 2-й степени — 4 человек
- Орденом Кутузова 3-й степени — 17 человек
- Орденом Богдана Хмельницкого 2-й степени — 4 человек
- Орденом Богдана Хмельницкого 3-й степени — 50 человек
- Орденом Александра Невского — 80 человек
- Орденом Отечественной войны 1-й степени — 179 человек
- Орденом Отечественной войны 2-й степени — 731 человек
- Орденом Красная Звезда — 3863 человек
- Орденом Славы 2-й степени — 13 человек
- Орденом Славы 3-й степени — 432 человек
- Медалью За Отвагу — 4616 человек
- Медалью За Боевые Заслуги — 2127 человек